# Žár (district de České Budějovice)
Pour les articles homonymes, voir Žár.
Žár (en allemand : Sohors bei Gratzen) est une commune du district de České Budějovice, dans la région de Bohême-du-Sud, en République tchèque. Sa population s'élevait à 352 habitants en 2020.

## Géographie
Žár se trouve à 7 km au sud-est de Trhové Sviny, à 12 km au sud-est de České Budějovice et à 143 km au sud-sud-est de Prague.
La commune est limitée par Trhové Sviny et Olešnice au nord, par Nové Hrady à l'est, par Horní Stropnice au sud, et par Kamenná à l'ouest.

## Histoire
La première mention écrite du village date de 1186.